# Dois Anjos no Santo Agostinho
Dois Anjos no Santo Agostinho são duas esculturas feitas em mármore localizadas acima do altar-mor da Basílica de Santo Agostinho, em Roma. Na biografia de Baldinucci, a criação das esculturas é atribuída ao artista italiano Gian Lorenzo Bernini, havendo também, além disto, um registro do pagamento realizado a Bernini pelas obras. No entanto, é provável que a obra tenha sido executada de fato por um dos assistentes de Bernini, Giuliano Finelli.